# 关田乡
关田乡，是中华人民共和国四川省巴中市南江县曾经下辖的一个乡。2019年12月，撤销关田乡，原关田乡所属行政区域为关路镇的行政区域。

## 行政区划
关田乡撤销前下辖以下地区：
三溪铺社区、东坝村、云顶村、西坪村和南溪村。